# Gyllenglasögonfågel
Gyllenglasögonfågel (Cleptornis marchei) är en starkt hotad tätting i familjen glasögonfåglar som enbart förekommer i ögruppen Marianerna i västra Stilla havet.

## Utseende
Gyllenglasögonfågel är en medelstor (14 centimeter) sångarliknande fågel med som namnet antyder en guldgul eller persikofärgad fjäderdräkt, med lysande orange näbb, ben och fötter. Runt ögat syns en gulvit ögonring. 

## Utbredning och systematik
Fågeln är endemisk för södra Marianerna och förekommer på öarna Saipan och Aguijan. Fågeln har även introducerats till den obebodda ön Sarigan. Den placeras som enda art i släktet Cleptornis. Länge trodde man att den, liksom den nära släktingen boninglasögonfågeln (Apalopteron familiare), tillhörde familjen honungsfåglar men studier har senare visat att den är en glasögonfågel.

## Levnadssätt
På Saipan förekommer gyllenglasögonfågeln i alla möjliga skoglika biotoper. Den är dock vanligare i de ursprungliga kalkstensskogarna än i mer exploaterade miljöer. Den födosöker i lövverk på jakt efter invertebrater, flygande insekter, nektar, frukt och blommor. Gyllenglasögonfågeln ses ofta i grupper om två till fyra, vad man tror är familjegrupperingar. Bopredatorer är den inhemska marianerkungsfiskaren, men också en introducerad ödleart samt råttor.

## Status
Gyllenglasögonfågelns världspopulation tros bestå av 29 000–70 000 vuxna individer. Den tros också minska i antal, även om beståndet på Aguijan ökar. Det finns en överhängande risk att den invasiva ormarten Boiga irregularis etablerar sig på Saipan. På Guam i södra Marianerna har den orsakat stor skada och lett till att flera fågelarter dött ut. Gyllenglasögonfågeln lever också i låglänta områden som riskeras att förstöras av framtida tropiska stormar. Detta sammantaget gör att internationella naturvårdsunionen kategoriserar gyllenglasögonfågeln som starkt hotad.

## Namn
Fågelns vetenskapliga artnamn hedrar Alfred-Antoine Marche (1844-1898), fransk naturforskare, upptäcktsresande och samlare av specimen i Västafrika‚ Filippinerna och Marianerna.

## Bildgalleri

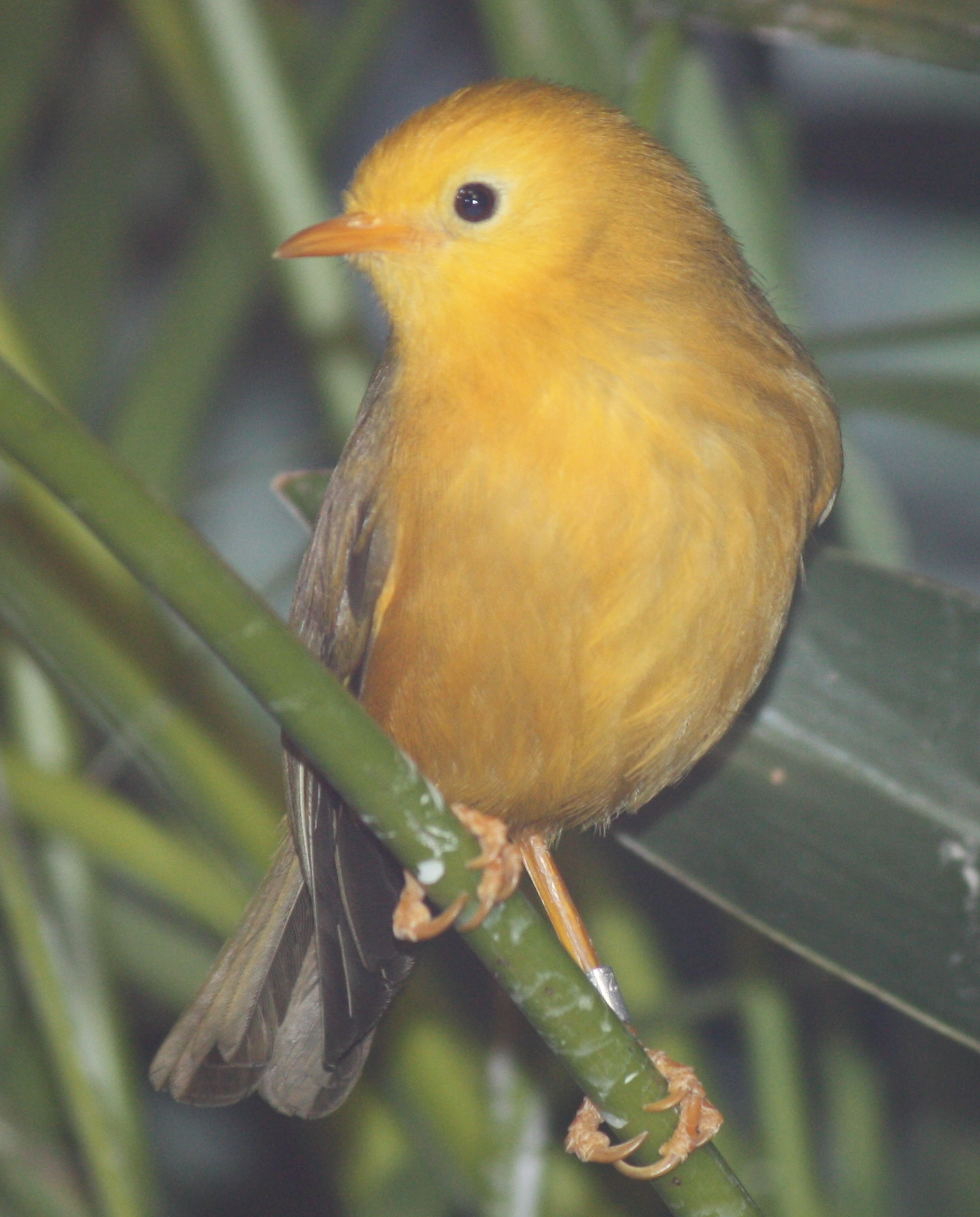
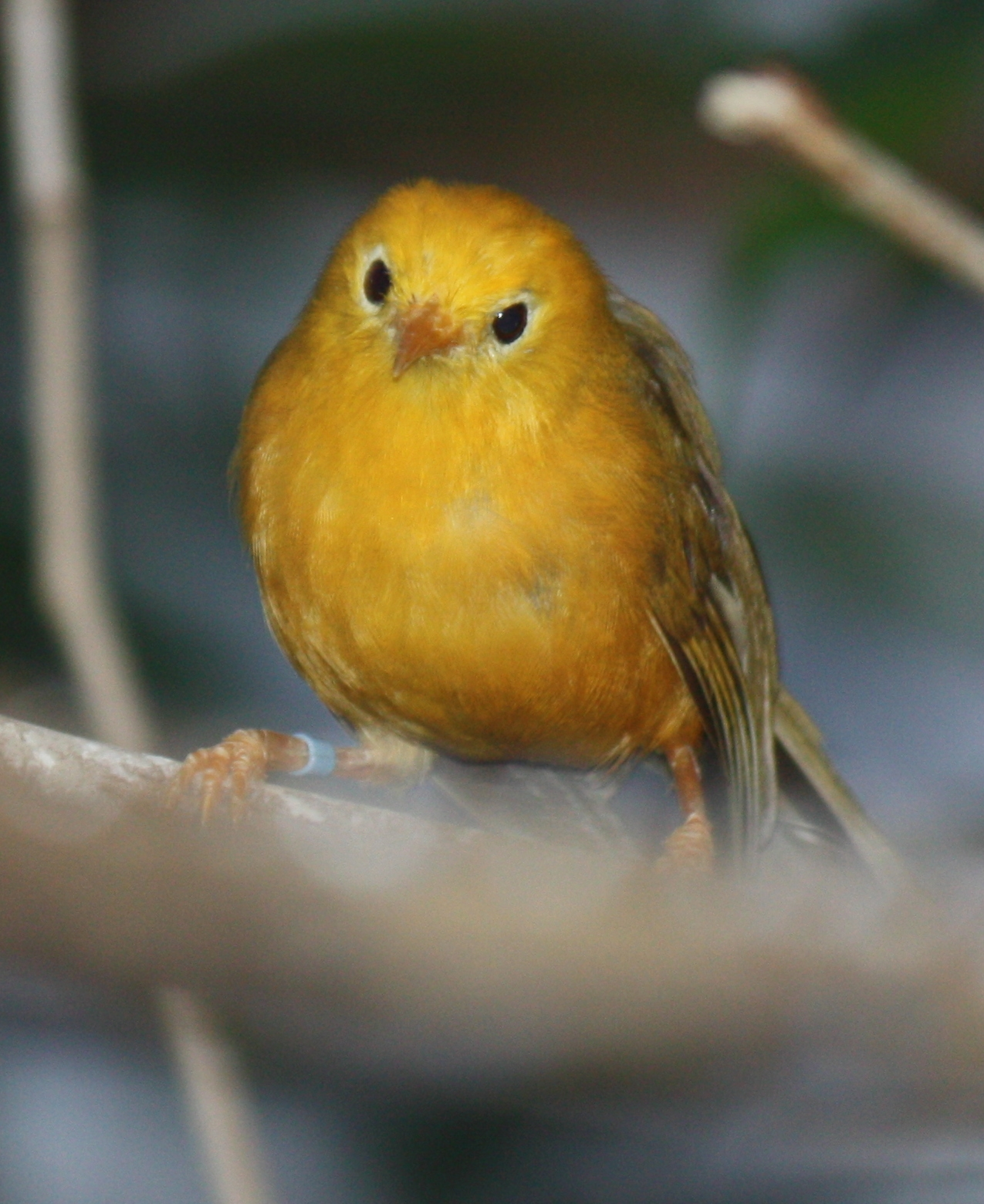
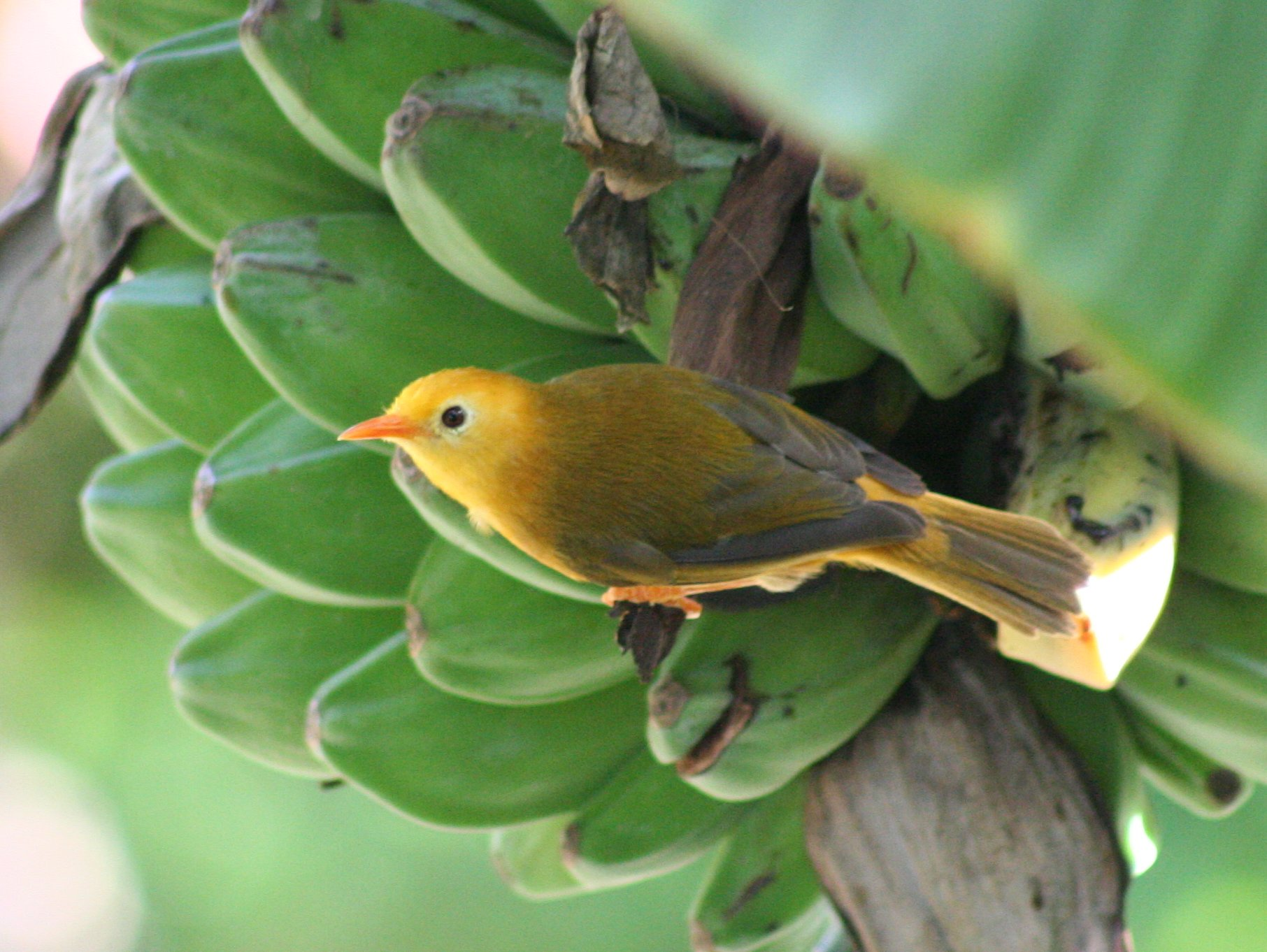
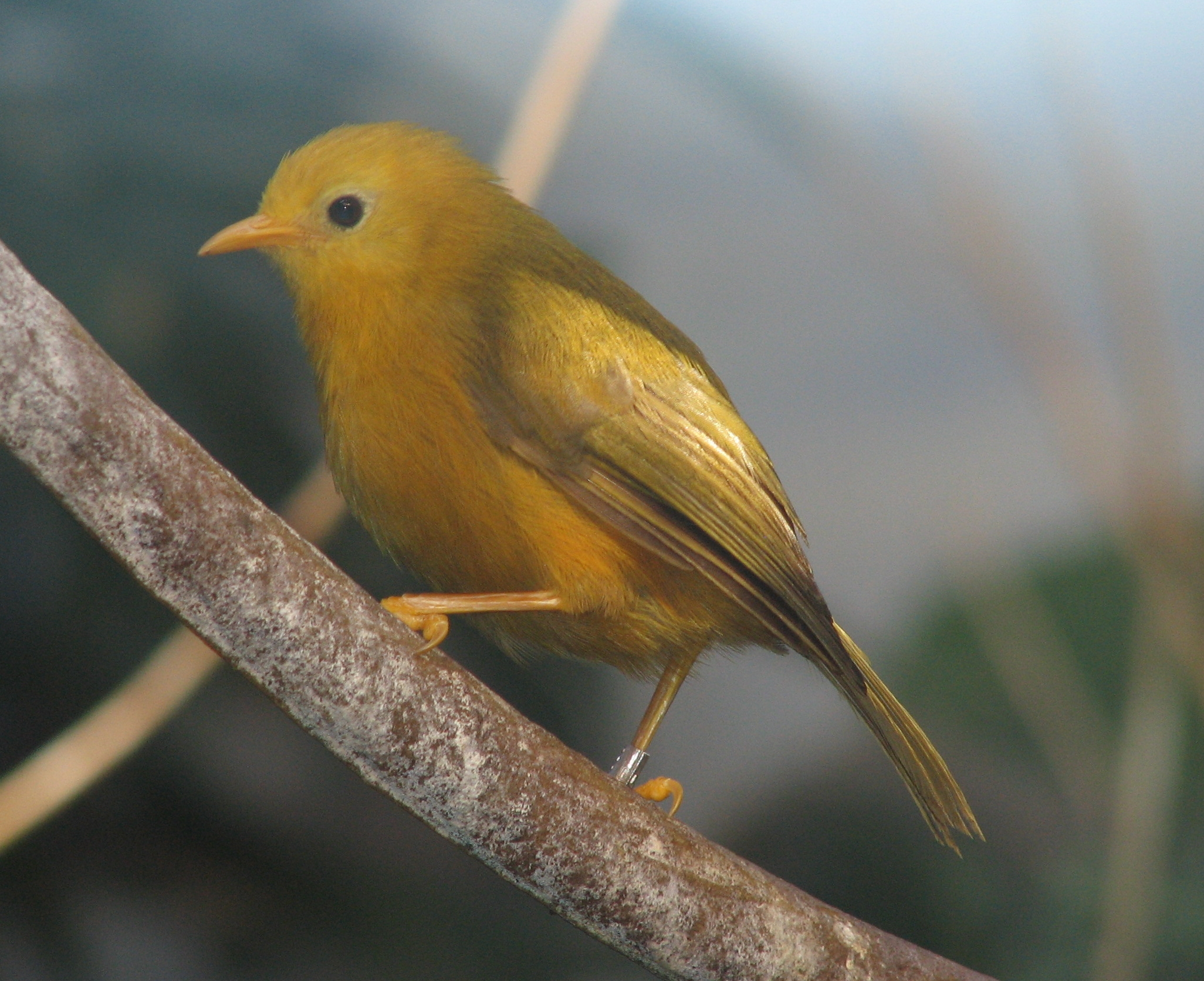